# Кудря Олександр (художник кіно)
Олександр Кудря (нар. ? — пом.? після 1975) — радянський, український художник кіно, художник-постановник Національної кіностудії художніх фільмів ім. О. Довженка.

## Біографічні відомості
Працював на картинах відомих українських режисерів: Сергія Параджанова, Віктора Іванова, Григорія Кохана, Володимира Денисенка, Артура Войтецького та інших.

## Фільмографія
Художник-постановник, художник-декоратор:
- «300 років тому…» (1956, реж. В. Петров)
- «Кінець Чирви-Козиря» (1957, реж. В. Лапокниш)
- «Блакитна стріла» (1958, у співавт. з В. Аграновим; реж. Л. Естрін)
- «Сватання на Гончарівці» (1958, реж. І. Земгало)
- «Веселка» (1959, у співавт. з М. Раковським; реж. Микола Літус)
- «Літак відлітає о 9-й» (1960, реж. Ю. Лисенко)
- «Королева бензоколонки» (1962, реж. О. Мішурін, М. Літус)
- «Суд іде» (1963, к/м, реж. С. Третьяков)
- «Київські фрески» (1966, реж. Сергій Параджанов)
- «З нудьги» (1968, у співавт. з О. Бобровниковим; реж. Артур Войтецький)
- «Важкий колос» (1969, у співавт. з П. Максименком; реж. В. Денисенко)
- «Хліб і сіль» (1970, у співавт. з П. Максименком; реж. Григорій Кохан, М. Макаренко)
- «Секретар парткому» (1970, реж. М. Іллінський, О. Ленціус)
- «Осяяння» (1971, реж. В. Денисенко)
- «Схованка біля Червоних каменів» (1972, т/ф, 4 с, у співавт. з Н. Зейналовим; реж. Григорій Кохан)
- «Ні пуху, ні пера» (1973, реж. В. Іванов)
- «Таємниця партизанської землянки» (1974, реж. Ю. Тупицький, В. Фещенко)
- «Острів юності» (1976, реж. Юлій Слупський, Б. Шиленко)
- «Від і до» (1976, реж. Олексій Мішурін) та ін.